# Žleza z zunanjim izločanjem
Žleza z zunanjim izločanjem ali eksokrina žleza (žargonsko tudi eksokrinka) je žleza, ki svoje izločke izloča skozi izvodila v votli organ (na primer trebušna slinavka, ki izloča prebavne sokove v dvanajstnik) ali na površino kože (na primer lojnice in znojnice).
Žleze z zunanjim izločanjem delimo glede na način izločanja:
- merokrine žleze (na primer trebušna slinavka) – celice izločijo sekret iz sekretornih zrnc, pri tem se citoplazma ne izloča;
- apokrine žleze (na primer znojnice, dišavnice) − sekret se iz celice izloči skupaj z apikalno citoplazmo;
- holokrine žleze (na primer lojnice) − celica se v celoti izloči skupaj s sekretom.

Po obliki jih delimo na:
- cevaste žleze
- mešičkaste žleze
- cevastomešičkaste žleze